# Lixophaga angusta
Lixophaga angusta är en tvåvingeart som först beskrevs av Townsend 1927.  Lixophaga angusta ingår i släktet Lixophaga och familjen parasitflugor. Inga underarter finns listade i Catalogue of Life.